# Masacre de Vínnytsia

La masacre de Vínnytsia fue una ejecución masiva de personas (sobre todo ucranianos étnicos) en la ciudad ucraniana de Vínnytsia perpetrada por la NKVD (policía secreta soviética) durante la Gran Purga estalinista de 1937-38. Las fosas comunes fueron descubiertas en Vínnytsia durante la ocupación alemana de Ucrania, en 1943. La investigación inicial en el lugar la llevó a cabo la Comisión Internacional de Katyn, coincidiendo con el descubrimiento de otro sitio similar de asesinatos en masa de prisioneros de guerra polacos, en Katyn. Debido a que los alemanes utilizaron esta evidencia del terror comunista para desacreditar a la Unión Soviética, a nivel internacional Vínnytsia se convirtió en uno de los lugares de masacre mejor documentados entre los otros muchos que, por motivos políticos, perpetró la NKVD en Ucrania.

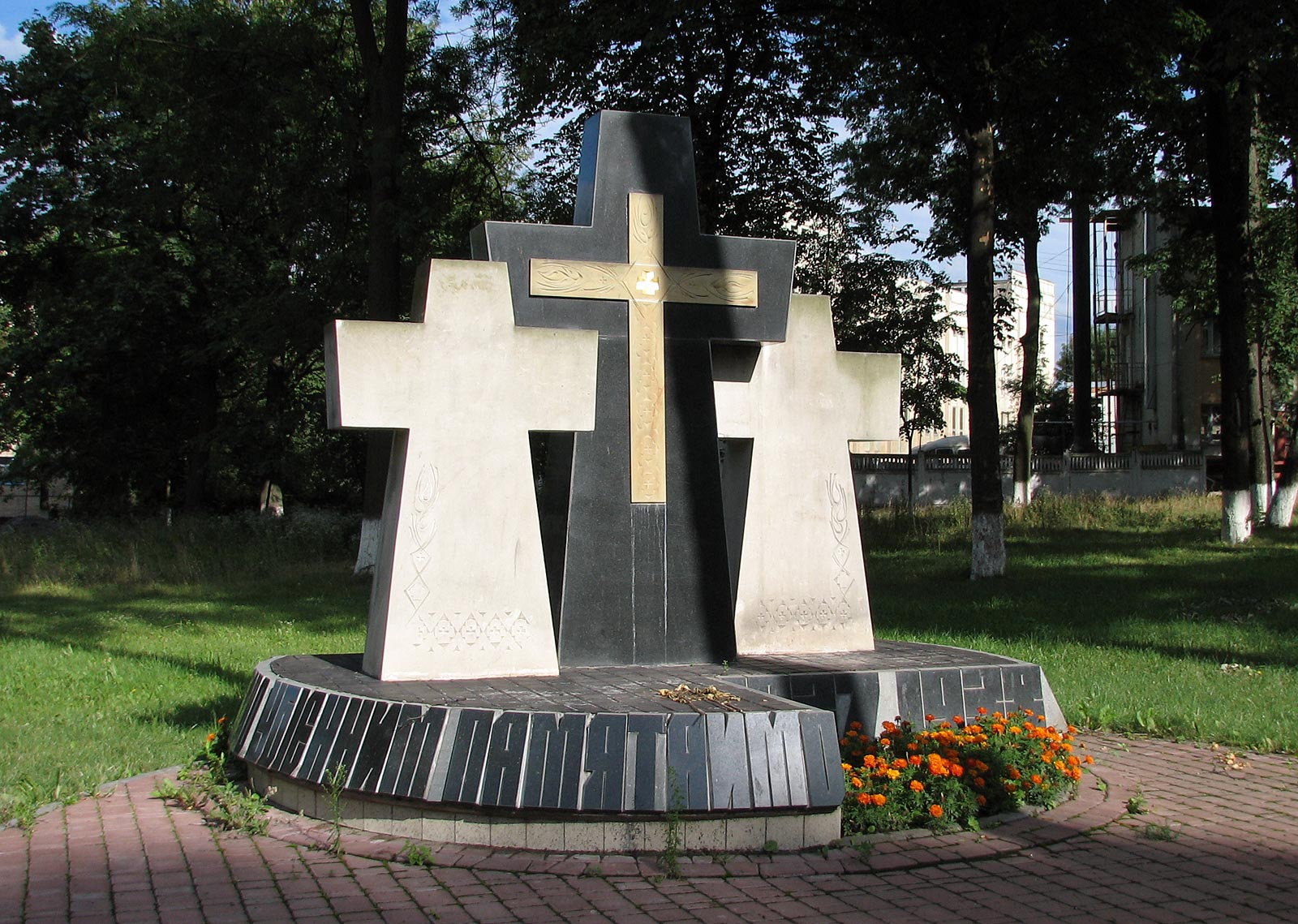
Moderno monumento a las víctimas del terror soviético de 1937-1938 cerca de Parque Gorky, Vínnytsia.

## Historia

### Masacre
Como en otras masacres de personas consideradas enemigos del pueblo por el régimen comunista soviético, las víctimas enterradas en Vínnytsia fueron asesinadas, en su mayoría, en la prisión de la NKVD local. La mayoría fueron asesinadas mediante el tiro de una bala de calibre 22, disparada en la parte posterior del cuello. Debido al pequeño calibre de la bala, a la mayoría de las víctimas tuvieron que hacerles dos disparos y, al menos a 78 de ellas tuvieron que hacerles tres disparos; 395 de las víctimas que se encontraron tenían el cráneo roto, además de rastros de traumatismos por bala. Casi todos los hombres cuyos restos fueron exhumados tenían las manos atadas. Las mujeres mayores estaban vestidas con algún tipo de ropa, mientras que las víctimas más jóvenes fueron enterradas desnudas.
Las ejecuciones fueron secretas. Las familias no fueron informadas de la suerte de sus familiares. En algunas ocasiones las autoridades soviéticas informaron de que los desaparecidos habían muerto por causas naturales, había sido condenado al Gulag en el Extremo Norte o habían sido trasladados a cárceles de otras partes de la Unión Soviética. No se guardaron las pertenencias personales, documentos ni legajos judiciales, que fueron enterrados, a su vez, en un hoyo aparte, no muy lejos de las fosas comunes.

### La comisión de investigación

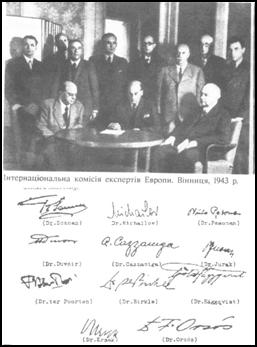
Comisión internacional que investigó los asesinatos en masa de Vínnytsia, 1943.

Los primeros exámenes de los cuerpos exhumados fueron realizados por médicos alemanes, ucranianos y rusos, como el químico alemán  Gerhard Schrader, descubridor de los gases venenosos Tabun y Sarin empleados por Hitler en la Segunda Guerra Mundial, el profesor Doroshenko, de Vínnytsia y el profesor Malinin, de Krasnodar. Las excavaciones se iniciaron en mayo de 1943, en tres lugares diferentes: un huerto de frutales, al oeste, un cementerio, en la parte central, y el parque de la ciudad. La mayoría de los cuerpos fueron encontrados en el huerto de frutales (5.644 cuerpos). En total fueron descubiertas 91 fosas comunes en los tres lugares diferentes, y fueron exhumados 9.432 cuerpos; 149 de ellos eran de mujeres. Las excavaciones en el Parque de la ciudad no han terminado, aunque se piensa que hay muchos más cuerpos enterrados allí.
Tras una investigación preliminar, llevada a cabo por el equipo del profesor Schrader, se invitó a dos equipos de médicos forenses, uno internacional y el otro formado por trece expertos de diferentes universidades de Alemania. Se convocó una comisión internacional de expertos en anatomía y patología forense de once países de Europa. Los expertos fueron los siguientes:
- Dr. Soenen, de la Universidad de Gante, Bélgica.
- Dr. Michailov, de la Universidad de Sofía, Bulgaria.
- Dr. Niilo Pesonen, de la Universidad de Helsinki, Finlandia.
- Dr. Duvoir, de la Universidad de París, Francia.
- Dr. Cazzaniga, de la Universidad de Milán, Italia.
- Dr. Ljudevit Jurak, de la Universidad de Zagreb, Croacia.
- Dr. Poorten, de la Universidad de Ámsterdam, Países Bajos
- Dr. Birkle, de Bucarest, Rumanía.
- Dr. Gösta Häggqvist, del Instituto Karolinska, Estocolmo, Suecia.
- Dr. Krsek, de la Universidad de Bratislava, Eslovaquia.
- Dr. Ferenc Orsós, de la Universidad de Budapest, Hungría.

La comisión internacional visitó las fosas comunes entre el 13 de julio y el 15 de julio de 1943. La comisión alemana completó su informe el 29 de julio de 1943. Ambas comisiones determinaron que casi todas las víctimas fueron ejecutadas mediante dos disparos en la parte posterior de la cabeza, entre 1937 -1938.
Cuatrocientos sesenta y ocho cuerpos fueron identificados por habitantes de Vínnytsia y alrededores; otros 202 fueron identificados sobre la base de documentos y pruebas que se encontraron en las tumbas. La mayoría fueron identificados como los ucranianos, pero también había 28 polacos étnicos.

### Historia posterior
Además de la comisión internacional de expertos, varias otras delegaciones internacionales visitaron las fosas a mediados de 1943. Entre ellos hubo políticos y otros funcionarios de Bulgaria, Dinamarca, Grecia, Finlandia y Suecia. Fotos y resultados de la investigación fueron publicados en muchos países de Europa y fueron utilizados por Alemania en la guerra de propaganda contra la Unión Soviética.
La mayoría de los cuerpos fueron enterrados de nuevo después de un funeral oficiado por el metropolita de Odesa, Vissarión. La ceremonia contó también con la presencia de otros obispos ortodoxos y jerarcas eclesiásticos extranjeros.
También se erigió un monumento a las "víctimas del terror comunista". Más tarde las autoridades soviéticas cambiaron la dedicatoria del monumento a las "víctimas del terror nazi"; finalmente se intentó borrar totalmente el recuerdo y se construyó un parque de atracciones en el lugar. En los últimos diez años se ha construido un nuevo monumento en el parque, en el sitio que ocuparon las fosas; sólo se refiere a "las víctimas del totalitarismo". Durante la época soviética, la información sobre la masacre se difundió e investigó por la diáspora ucraniana en Occidente. El asesinato en masa en Vínnytsia fue un tema olvidado oficialmente en Ucrania hasta 1988.